# Championnat du Venezuela de football 1998-1999
Navigation
Saison 1997-1998 Saison 1999-2000
La saison 1998-1999 du Championnat du Venezuela de football est la 43e édition du championnat de première division professionnelle au Venezuela et la 79e saison du championnat national.
Le championnat s'articule en deux tournois saisonniers dont les deux vainqueurs s'affrontent en finale nationale. Chaque tournoi voit les équipes engagées s'affronter deux fois, à domicile et à l'extérieur. À l'issue de ces deux tournois, un classement cumulé est mis en place afin de déterminer les deux clubs relégués, qui sont remplacés par les deux meilleurs clubs de Segunda A, la deuxième division vénézuélienne.
C'est le Deportivo Italchacao qui remporte la compétition, après avoir remporté le tournoi Clausura puis battu l'UA Táchira (vainqueur du tournoi Apertura) lors de la finale nationale. C'est le cinquième titre de champion de l'histoire du club.
Avant le début de la saison, pour des raisons financières, deux équipes ne peuvent s'inscrire au championnat et doivent vendre leur licence à une équipe de division inférieure :
- le tenant du titre, l'Atlético Zulia, vend sa licence (et sa place en Copa Libertadores 1999) à l'ULA Mérida
- le club de Trujillanos FC cède quant à lui sa place en première division à l'Internacional de Lara (connu les saisons précédentes sous le nom d'Atlético El Vigia, et relégué à l'issue de la saison précédente).

Enfin, le Deportivo Chacao fusionne avec le Deportivo Italia pour former le Deportivo Italchacao.

## Les clubs participants
| - Deportivo Italchacao - Caracas FC - Mineros de Guayana - Internacional de Lara - Minerven FC - Nueva Cadiz FC - Promu de Segunda A | - Atlético Zamora - Promu de Segunda A - ULA Mérida - Estudiantes de Mérida - UA Táchira - Carabobo FC - Nacional Táchira |

## Compétition
Le barème utilisé pour établir les différents classements est le suivant :
- Victoire : 3 points
- Match nul : 1 point
- Défaite : 0 point

### Torneo Apertura
| Rang | Équipe                | Pts | J  | G  | N | P  | Bp | Bc | Diff |
| ---- | --------------------- | --- | -- | -- | - | -- | -- | -- | ---- |
| 1    | UA Táchira            | 50  | 22 | 15 | 5 | 2  | 42 | 21 | +21  |
| 2    | Estudiantes de Mérida | 44  | 22 | 13 | 5 | 4  | 38 | 22 | +16  |
| 3    | Caracas FC            | 35  | 22 | 10 | 5 | 7  | 30 | 24 | +6   |
| 4    | ULA Mérida            | 34  | 22 | 10 | 4 | 8  | 35 | 22 | +13  |
| 5    | Internacional de Lara | 34  | 22 | 10 | 4 | 8  | 32 | 32 | 0    |
| 6    | Carabobo FC           | 30  | 22 | 8  | 6 | 8  | 22 | 24 | -2   |
| 7    | Nacional Táchira      | 28  | 22 | 7  | 7 | 8  | 30 | 27 | +3   |
| 8    | Deportivo Italchacao  | 28  | 22 | 8  | 4 | 10 | 24 | 28 | -4   |
| 9    | Nueva Cádiz FCP       | 27  | 22 | 7  | 6 | 9  | 26 | 30 | -4   |
| 10   | Atlético ZamoraP      | 20  | 22 | 4  | 8 | 10 | 26 | 36 | -10  |
| 11   | Mineros de Guayana    | 20  | 22 | 5  | 5 | 12 | 30 | 42 | -12  |
| 12   | Minerven FC           | 15  | 22 | 4  | 3 | 15 | 14 | 41 | -27  |

|  | Qualification pour la Copa Libertadores 2000 et la finale nationale |
|  | Qualification pour le barrage pré-Copa CONMEBOL                     |

### Torneo Clausura
| Rang | Équipe                   | Pts | J  | G  | N | P | Bp | Bc | Diff |
| ---- | ------------------------ | --- | -- | -- | - | - | -- | -- | ---- |
| 1    | Deportivo Italchacao     | 36  | 18 | 10 | 6 | 2 | 28 | 13 | +15  |
| 2    | Estudiantes de Mérida    | 34  | 18 | 9  | 7 | 2 | 26 | 13 | +13  |
| 3    | ULA Mérida               | 28  | 18 | 8  | 4 | 6 | 31 | 28 | +3   |
| 4    | Zulianos FCP             | 22  | 18 | 5  | 7 | 6 | 34 | 33 | +1   |
| 5    | Internacional de Lara    | 22  | 18 | 6  | 4 | 8 | 25 | 25 | 0    |
| 6    | Mineros de Guayana       | 22  | 18 | 5  | 7 | 6 | 32 | 36 | -4   |
| 7    | Nacional Táchira         | 21  | 18 | 5  | 6 | 7 | 19 | 29 | -10  |
| 8    | Caracas FC               | 20  | 18 | 4  | 8 | 6 | 20 | 22 | -2   |
| 9    | Carabobo FC              | 18  | 18 | 4  | 6 | 8 | 17 | 23 | -6   |
| 10   | UA Táchira               | 16  | 18 | 3  | 7 | 8 | 18 | 28 | -10  |
| 11   | Atlético ZamoraP forfait |     |    |    |   |   |    |    |      |
| 12   | Minerven FC forfait      |     |    |    |   |   |    |    |      |

|  | Qualification pour la Copa Libertadores 2000 et la finale nationale |
|  | Qualification pour le barrage pré-Copa CONMEBOL                     |

- Nueva Cádiz FC change de nom entre les deux tournois et devient Zulianos FC.

### Classement cumulé
| Rang | Équipe                      | Pts | J  | G  | N  | P  | Bp | Bc | Diff |
| ---- | --------------------------- | --- | -- | -- | -- | -- | -- | -- | ---- |
| 1    | Estudiantes de Mérida       | 78  | 40 | 22 | 12 | 6  | 64 | 35 | +29  |
| 2    | UA TáchiraAp                | 66  | 40 | 18 | 12 | 10 | 60 | 49 | +11  |
| 3    | Deportivo ItalchacaoCl      | 64  | 40 | 18 | 10 | 12 | 52 | 41 | +11  |
| 4    | ULA Mérida                  | 62  | 40 | 18 | 8  | 14 | 66 | 50 | +16  |
| 5    | Caracas FC                  | 55  | 40 | 14 | 13 | 13 | 50 | 46 | +4   |
| 6    | Zulianos FC/Nueva Cádiz FCP | 49  | 40 | 12 | 13 | 15 | 60 | 63 | -3   |
| 7    | Nacional Táchira            | 49  | 40 | 12 | 13 | 15 | 49 | 56 | -7   |
| 8    | Carabobo FC                 | 48  | 40 | 12 | 12 | 16 | 39 | 47 | -8   |
| 9    | Internacional de Lara       | 44  | 40 | 16 | 8  | 16 | 57 | 57 | 0    |
| 10   | Mineros de Guayana          | 42  | 40 | 10 | 12 | 18 | 62 | 78 | -16  |
| 11   | Atlético ZamoraP            | 20  | 22 | 4  | 8  | 10 | 26 | 36 | -10  |
| 12   | Minerven FC                 | 15  | 22 | 4  | 3  | 15 | 14 | 41 | -27  |

|  | Qualification pour la Copa Libertadores 2000 et la finale nationale |
|  | Qualification pour la Copa CONMEBOL 1999                            |
|  | Qualification pour la Copa Merconorte 1999                          |
|  | Relégation directe en Segunda A                                     |

### Finale nationale
| Équipe 1             | Résultat | Équipe 2   | Aller | Retour |
| -------------------- | -------- | ---------- | ----- | ------ |
| Deportivo Italchacao | 7 - 2    | UA Táchira | 5 - 1 | 2 - 1  |

### Barrage pré-CONMEBOL
Il n'y a pas de barrage pré-CONMEBOL car Estudiantes de Mérida a terminé deuxième lors des deux tournois saisonniers, assurant sa qualification automatique pour la Copa CONMEBOL 1999.

## Bilan de la saison
| Championnat du Venezuela de football 1998-1999 |                                 |
| Champion                                       | Deportivo Italchacao (5e titre) |
| Coupes et trophées                             |                                 |
| Vainqueur de la Coupe du Venezuela 1998-1999   | Non disputée                    |
| Qualifications continentales                   |                                 |
| Copa Libertadores 2000                         | Deportivo Italchacao            |
| Copa Libertadores 2000                         | UA Táchira                      |
| Copa CONMEBOL 1999                             | Estudiantes de Mérida           |
| Copa Merconorte 1999                           | Caracas FC                      |
| Promotions et relégations                      |                                 |
| Promus en Primera División                     | Trujillanos FC                  |
| Promus en Primera División                     | Llaneros FC                     |
| Relégués en Segunda A                          | Minerven FC                     |
| Relégués en Segunda A                          | Atlético Zamora                 |